# Diego Murillo Bejarano
Artikeln följer den spanska namnseden; faderns efternamn är Murillo och moderns efternamn Bejarano.
Diego Fernando Murillo Bejarano, kallas Don Berna, född 23 februari 1961 i Tuluá, Valle del Cauca, Colombia, är en colombiansk dömd knarkkung som ledde drogkartellen Oficina de Envigado samt den paramilitära organisationen Autodefensas Unidas de Colombia. Han var också en av ledarna, tillsammans med bröderna Carlos Castaño Gil och Fidel Castaño Gil, för den av Calikartellen finansierade dödspatrullen Los Pepes som skulle slå ut Medellínkartellen och dess ledare Pablo Escobar, dödspatrullen upplöstes efter att den colombianska nationella polisens specialstyrka Bloque de Búsqueda dödade Escobar i december 1993.
I maj 2005 blev Murillo Bejarano arresterad av colombianska myndigheter och 2008 utlämnades han till USA med löftet att inte få livstidsdom. I april 2009 blev han dömd i amerikansk federal domstol till 31 års fängelse för bland annat narkotikasmuggling. Han är placerad på den federala anstalten Federal Detention Center, Miami i Miami i Florida.